# Trichophaeopsis
Trichophaeopsis of Pelsbekertje is een geslacht van schimmels behorend tot de familie Pyronemataceae. De wetenschappelijke naam van het geslacht werd voor het eerst in 1972 geldig gepubliceerd door Korf & Erb.

## Soorten
Volgens Index Fungorum telt het geslacht vijf soorten (peildatum februari 2022):
| Soortnaam                                        | Auteur(s)                        | Publicatiejaar |
| ------------------------------------------------ | -------------------------------- | -------------- |
| Trichophaeopsis asturiensis                      | Van Vooren & M. Vega             | 2021           |
| Trichophaeopsis bicuspis (Gespeerd pelsbekertje) | (Boud.) Korf & Erb               | 1972           |
| Trichophaeopsis latispora                        | J. Moravec                       | 1979           |
| Trichophaeopsis paludosa                         | (Boud.) Häffner & L.G. Krieglst. | 1991           |
| Trichophaeopsis tetraspora (Mestpelsbekertje)    | Dissing & M.D. Paulsen           | 1975           |